# General

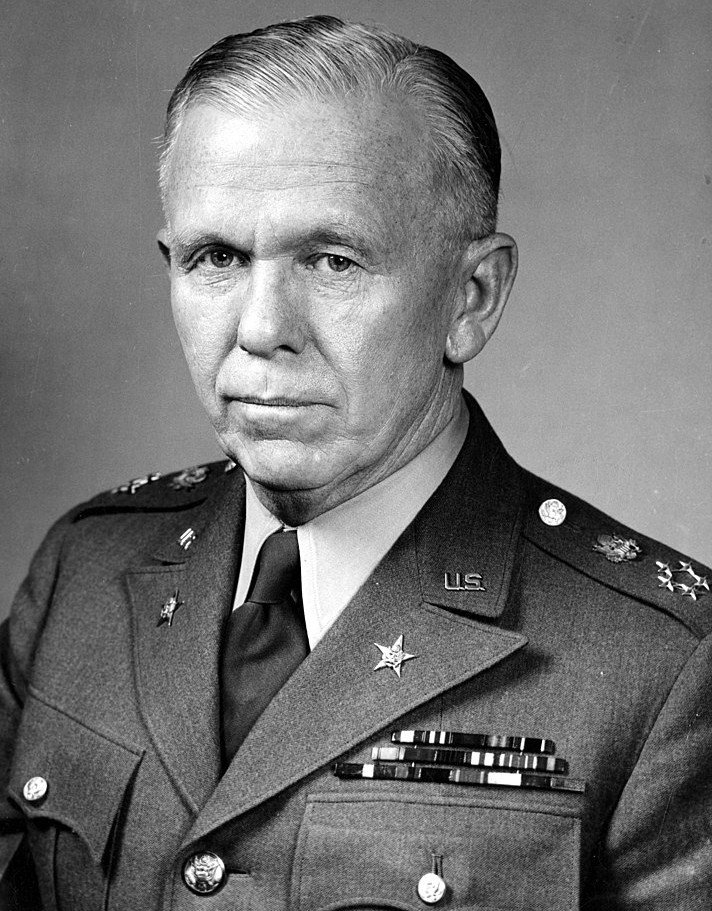
George Marshall, general das Forças Armadas dos Estados Unidos

General é a designação geral de um oficial do círculo dos Oficiais Generais nas forças armadas da maioria dos países.
O termo tanto pode ser usado, genericamente, para designar uma subclasse de oficiais denominada círculo — os oficiais generais — como pode ser usado para designar uma patente específica com o acréscimo do grau deste: de brigada, de divisão, e de exército. No primeiro caso pode também aplicar-se aos oficiais de alta patente da marinha — genericamente, também conhecidos por contra-almirante, vice-almirante e almirantes de esquadra almirantes — mas, no segundo caso, normalmente só é aplicável a patentes existentes nos exércitos e na maioria das forças aéreas.
Na origem do termo está a palavra latina generalis que significa, grosso modo, chefe. Contudo, nos exércitos do Império Romano, o oficial general responsável pelo comando de uma legião tinha o título de legatus.
A patente de general começou a surgir nos exércitos da Europa no século XVII, a partir da antiga patente de capitão-general. O posto de capitão-general, significava o capitão "geral", ou seja, o capitão de todo o exército. A denominação "capitão-general" foi contraída, na maioria dos exércitos, para, simplesmente, "general".
De acordo com um estudo estatístico, Napoleão Bonaparte é o general mais vitorioso da história.

## Patentes de oficial general
A partir do final do século XVII foi desenvolvido um sistema de patentes de oficial general que, com variações locais, foi adaptado por quase todos os exércitos europeus. Este sistema incluía, genericamente, as seguintes patentes:
1. Marechal
2. Coronel-general
3. General
4. Tenente-general
5. Major-general ou marechal de campo
6. Brigadeiro-general ou brigadeiro

Mais tarde, na sequência da Revolução Francesa, foi desenvolvido um outro sistema, também largamente utilizado. Este sistema associava o nome da patente de oficial general ao comando exercido. Neste sistema, existiam, normalmente, os seguintes postos:
1. Marechal
2. General de exército
3. General de corpo de exército
4. General de divisão
5. General de brigada

Foi também desenvolvido um terceiro sistema, com algum uso, nomeadamente na Suíça e em Portugal (entre 1911 e 1947). Neste sistema, todas as patentes de oficial general foram fundidas numa única, com a designação genérica de "general". Os titulares da patente de general exerciam todas as funções que, nos outros exércitos, estavam divididas por vários postos.
Os atuais sistemas de patentes de oficial general da grande maioria dos países do mundo derivam de um destes três sistemas.

## Distintivos e designações de general em vários países
Em grande parte dos países do mundo, distintivos de oficial general consistem em estrelas, cujo número aumenta conforme a importância da patente. O distintivo do posto de general — em sentido restrito — consiste frequentemente em quatro estrelas.

### Exércitos

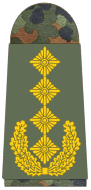
Alemanha: General
Argentina: Teniente General[2]
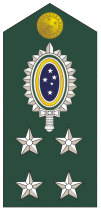
Brasil: General de Exército
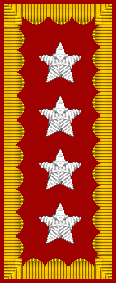
Chile: General de Ejército (CEJ)
Colômbia: General
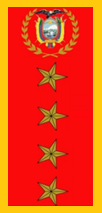
Equador: General de ejército
Estados Unidos: General
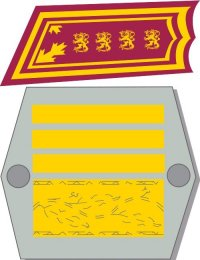
Finlândia: Kenraali
Grécia: Strategos
Israel: Rav aluf
Japão: Rikushō
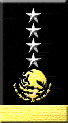
México: General
Países Baixos: Generaal
Portugal: General
Reino Unido: General
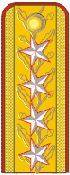
Roménia: General
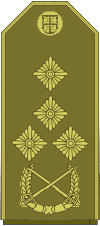
Sérvia: General
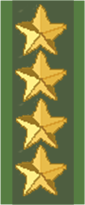
Suécia: General
Tailândia: พลเอก [Phon Ek]

### Forças aéreas

Bélgica: Général / Generaal
Brasil: Tenente Brigadeiro
Colômbia: General
Dinamarca: General
EUA: General
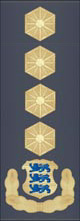
Estónia: Kindral
Grécia: Pterarchos
Países Baixos: Generaal

## Outras patentes de oficial general
Em diversas épocas e países, foram utilizadas outras patentes de general, que incluem:
- Generalíssimo
- Capitão-general
- Marechal-general
- Almirantíssimo
- Almirante-general
- Coronel-general
- Mestre de campo general
- Comandante em Chefe
- Chefe estado maior

## Portugal
No Exército Português e na Força Aérea Portuguesa existem os seguintes postos de oficial general: marechal, general, tenente-general, major-general e brigadeiro-general. Verdadeiramente a patente mais elevada é a de tenente-general, já que o posto de marechal é uma dignidade honorífica e o de general é um título atribuído aos oficias generais que exercem (ou exerceram) as funções de Chefe de Estado-Maior do Exército (CEME), de Chefe de Estado-Maior da Força Aérea (CEMFA) ou de Chefe do Estado Maior-General das Forças Armadas (CEMGFA). Já o posto de brigadeiro-general é apenas uma patente temporária, de oficial general, atribuída aos coronéis que exercem o comando de forças certas internacionais.
Na Armada Portuguesa também são chamados oficiais generais ou, genericamente, "almirantes", os detentores dos altos postos de comando. Existem os seguintes postos: almirante da Armada, almirante, vice-almirante, contra-almirante e comodoro.

### Evolução dos postos de oficial general no Exército Português
| 1640                                                                       | 1762                                                             | 1864                     | 1911                     | 1947                     | 1999                     | Correspondências navais actuais |
| -------------------------------------------------------------------------- | ---------------------------------------------------------------- | ------------------------ | ------------------------ | ------------------------ | ------------------------ | ------------------------------- |
| Capitão-General das Armas                                                  | Marechal-general                                                 | Marechal-general (4)     | -                        | -                        | -                        | -                               |
| General de exército (1) Governador das armas (1)                           | Marechal do Exército                                             | Marechal do Exército (5) | Marechal do Exército (5) | Marechal do Exército (5) | Marechal do Exército (5) | Almirante da Armada             |
| -                                                                          | General de Infantaria General de Cavalaria General de Artilharia | -                        | -                        | General (4 estrelas)     | General                  | Almirante                       |
| Mestre de campo general General de Cavalaria (1) General de Artilharia (1) | Tenente-general                                                  | General de divisão       | General                  | General                  | Tenente-general          | Vice-almirante                  |
| Sargento-mor de batalha                                                    | Marechal de campo (3)                                            | General de brigada       | -                        | Brigadeiro               | Major-general            | Contra-almirante                |
| Brigadeiro (2)                                                             | Brigadeiro                                                       | -                        | Brigadeiro (6)           | -                        | Brigadeiro-general       | Comodoro                        |

(1) Extintos em 1707.
(2) Apenas introduzido em 1707.
(3) Passou a designar-se "major-general" em 1862.
(4) Mantido, apenas, como posto privativo do Rei.
(5) Mantido, apenas, como dignidade honorífica.
(6) Apenas reintroduzido em 1929.

### A patente de general em Portugal
Durante a Guerra da Restauração era designado "general", um oficial general que exercesse o comando de um exército em operações. Também eram designados, respectivamente, "general de Cavalaria" e "general de Artilharia", os comandantes das tropas daquelas armas de um exército ou de uma província. Os generais de cavalaria e de artilharia estavam subordinados ao general do exército ou ao governador das armas da província, sendo equiparados, em termos de patente, aos mestres de campo-generais.
A organização do exército de 1707 aboliu os postos de general de exército, general de cavalaria e de general de artilharia. As funções atribuídas àqueles postos passaram a ser desempenhadas por mestres de campo generais.
Em 1762, foram criadas as funções de "general de infantaria", de "general de cavalaria" e de "general de artilharia". Estas funções - que correspondiam às direcções-gerais das respectivas armas - eram desempenhadas por tenentes-generais, não correspondendo assim, a uma verdadeira patente, mas a um título.

## Honras nobiliárquicas dos oficiais generais
"Tendo consideração que a Profissão Militar constituindo por sua natureza a segurança, e defeza dos Meus Reinos, e Dominios, e que havendo ella sido em todos os tempos desta Monarchia a nobre profissão dos grandes homens, que com honra da sua Patria deixarão eterna memoria dos seus nomes, tem servido de illustre principio a grandes Familias, e as tem conservado no esplendor de hum distincto estado. E querendo Eu, que huma tão nobre, e tão necessaria profissão, além dos premios, e honras, que sempre teve nos meus Reinos, e Dominios, tenha em si mesma hum premio de tanta vantagem, que sem diminuir a esperança de outras recompensas, de que os serviços proprios tiverem feito dignos áquelles, que os houverem merecido, que os eleve a huma Classe, e Jerarchia superior á em que nascerão; e assim como para a Magistrtura destes mesmos Reinos, ha Tribunaes, e Lugares, a que andão annexas as honras de Titulos do Meu Conselho, e Foros de Fidalgos da Minha Real Casa, haja tambem certos, e determinados póstos, aos quaes ande tambem annexa a honra de serem Fidalgos da Minha Real Casa, aquelles, que chegarem a ser promovidos aos mesmos póstos. Sou Servida, que todos os Oficiaes Militares, que subirem aos póstos de Marechaes de Campo, ou de Tenentes Generaes, de meus Exercitos, cujas graduações tem já a si annexos distinctos tratamentos, e honras declaradas pelas Minhas Leis, sejão tomados logo por Fidalgos da Minha Real Casa, expedindo-se-lhes pela Mordomia Mór os seus competentes Alvarás, sem dependencia de outro algum requisito, mais do que a certeza de se acharem promovidos aos referidos póstos, e sem que a honra, a que por esta Mercê ficão elevados, lhes seja contemplada em cousa alguma para á satisfação dos meus serviços, quando por elles houverem de ser por Mim remunerados. O Visconde Meu Mordomo Mór, e Presidente do Meu Real Erario, o tenha assim entendido, e faça executar. Palacio de Nossa Senhora da Ajuda em 13 de Maio de 1789 - Com a Rubríca de Sua Majestade."
Ao que parece, estas honras mantiveram-se, a partir de 1864 (Carta de Lei de 23 de Junho de 1864 e Decreto de 4 de Julho do mesmo ano), para os generais de brigada e para os generais de divisão, que substituíram, respectivamente, os postos de marechal de campo e de tenente general.

## A reorganização do exército de 1864
Altera a denominação tradicional dos postos de oficial general, que são reduzidos a dois: "general de divisão" (correspondente ao antigo tenente-general) e "general de brigada" (correspondendo ao antigo marechal de campo). Neste novo sistema deixa de haver um posto correspondente aos antigos general de cavalaria, de infantaria e de artilharia.
A nova organização do exército de 1911 reduz, ainda mais, o número de postos de oficial general, que passa a ser apenas um. Esse posto é, genericamente, denominado "general".
O distintivo, genérico, dos titulares da patente de general - igual ao dos antigos tenentes-generais e generais de divisão - era composto por três estrelas. No entanto, aos generais que exerciam certas funções de nível superior era-lhes atribuído um distintivo com quatro ou mais estrelas. Por esse motivo começou-se a distinguir os generais pelo número de estrelas que usavam (general de três estrelas, de quatro estrelas, etc.) ainda que, formalmente, a patente fosse a mesma e só variasse a função.
Em 1937, foi reintroduzida a patente de general de duas estrelas que, apesar de corresponder ao antigo posto de general de brigada, foi designada "brigadeiro".
Em 1999 o sistema de patentes do exército e da força aérea foi reorganizado, dando-se, aos diversos postos de oficial general, designações semelhantes às que eram utilizadas antes de 1864. Assim, a patente de "general" passou a corresponder, unicamente, ao anterior oficial general de quatro estrelas.

## Distintivos de general no exército português
Actualmente o distintivo da patente de general no exército português consiste em "quatro estrelas prateadas". Para generais a exercerem determinadas funções especiais existem outros distintivos:
1. Presidente da República - seis estrelas douradas;
2. Chefe do Estado-Maior-General das Forças Armadas - quatro estrelas douradas.

Entre 1911 e 1999 o distintivo genérico da patente de general consistiu em "três estrelas prateadas". Até então, existiam os seguintes distintivos para generais a exerceram funções especiais:
1. Presidente da República - seis estrelas douradas;
2. Ministro da Defesa Nacional - cinco estrelas douradas (desde 1950);
3. Ministro do Exército - cinco estrelas douradas (entre 1950 e 1974);
4. Ministro da Guerra - cinco estrelas prateadas (até 1937) e cinco estrelas douradas (entre 1937 e 1950);
5. Secretário de Estado do Exército - cinco estrelas prateadas (entre 1970 e 1974);
6. Subsecretário de Estado do Exército - cinco estrelas prateadas (entre 1950 e 1970);
7. Subsecretário de Estado da Guerra - cinco estrelas prateadas (entre 1937 e 1950);
8. Chefe do Estado-Maior-General das Forças Armadas - quatro estrelas douradas (desde 1950);
9. Presidente do Supremo Tribunal Militar - quatro estrelas douradas (até 1982) e quatro estrelas prateadas (desde 1982);
10. Vice-Chefe do Estado-Maior-General das Forças Armadas - quatro estrelas prateadas (desde 1974);
11. Major-General do Exército - quatro estrelas prateadas (até 1950);
12. Chefe do Estado-Maior do Exército - quatro estrelas prateadas (desde 1950).

Distintivo de general CEMGFA
Distintivo de general (atual)
Distintivo de general (1911 - 1999)
Galhardete de general (atual)
Galhardete de general (1987 - 1999)